# Janusz Margasiński
Janusz Marian Margasiński (ur. 8 grudnia 1950 w Kłodzku, zm. 18 grudnia 2020 w Wojkowicach) – polski prawnik i polityk, adwokat, sędzia Trybunału Stanu (2005–2011).

## Życiorys
Syn Romana i Haliny. W 1975 ukończył studia prawnicze na Uniwersytecie Jagiellońskim. W latach 1976–1978 i ponownie od 1980 do 1983 był pracownikiem Urzędu Miejskiego w Będzinie. W 1978 ukończył aplikację sądową i do 1979 orzekał jako asesor w Sądzie Rejonowym w Dąbrowie Górniczej. W 1983 ukończył aplikację adwokacką, następnie rozpoczął praktykę w tym zawodzie. Najbardziej znaną sprawą z jego udziałem stał się proces milicjantów oskarżonych o zabójstwo górników w kopalniach węgla kamiennego „Wujek” i „Manifest Lipcowy”, w którym pełni funkcję pełnomocnika rodzin górników.
Do 1992 był członkiem Porozumienia Centrum, od połowy lat 90. działał w Ruchu Odbudowy Polski. W 2001 był bezpartyjnym kandydatem Bloku Senat 2001 do Senatu. W 2005 i 2007 Sejm V i VI kadencji powoływał go na członka Trybunału Stanu z rekomendacji Prawa i Sprawiedliwości.
W 2010 odznaczony Krzyżem Kawalerskim Orderu Odrodzenia Polski.